# Верх-Ича
Верх-Ича — село в Куйбышевском районе Новосибирской области. Административный центр Верх-Ичинского сельсовета.

## География
Площадь села — 85 гектаров.

## История
В 1926 году село состояло из 140 хозяйств, основное население — русские. В административном отношении являлось административным центром Верх-Ичинского сельсовета и Верх-Ичинского района Барабинского округа Сибирского края.

## Население
| 1926 | 2002 | 2007 | 2010 |
| ---- | ---- | ---- | ---- |
| 731  | ↘498 | ↗541 | ↘396 |

## Инфраструктура
В селе по данным на 2007 год функционируют 1 учреждение здравоохранения и 1 учреждение образования.